# Los Guaraguao
Los Guaraguao sono un gruppo musicale venezuelano, tra i più significativi esponenti del movimento della Nueva canción.

## Storia
L'animatore del gruppo fu il cantautore Alí Primera, che fondò il nucleo originario assieme a Eduardo Martínez (voce), Saúl Morales (chitarra), Jesús Cordero (basso) e José Manuel Guerra (batteria).
Nel 1973 pubblicarono l'album d'esordio Las casas de cartón, che ebbe un enorme successo in tutta l'America Latina, inscrivendosi nel movimento artistico e culturale di protesta della Nueva canción.
Nel 1985 la morte di Alí Primera in un incidente stradale determinò un periodo di difficoltà per il gruppo.
Sebbene riscontrarono un grande successo di pubblico le canzoni e le esibizioni vennero fortemente osteggiate da vari regimi militari attivi nei '70, '80 e '90 in numerosi paesi latinoamericani.
D'altra parte si schierarono in favore di numerosi sindacati, partiti e movimenti di sinistra, tra cui i principali il Partito Comunista di Cuba, il Fronte Sandinista di Liberazione Nazionale, il Fronte Farabundo Martí per la Liberazione Nazionale, Libertà e Rifondazione, il Partito della Liberazione Dominicana, il movimento chavista e il Partito Socialista Unito del Venezuela, nonché dalle correnti della teologia della liberazione e altri.
Lasciarono una grande eredità nel panorama culturale e musicale latinoamericano, molti artisti pubblicano cover in tributo ai loro brani storici, tra cui i più famosi sono Las casas de cartón, No basta rezar, Los Estudiantes, Venezuela eterna primavera e Perdoname Tio Juan.
Il governo di destra in Honduras in carica tra il 2017 e il 2022 proibì nuovamente al gruppo di fare concerti nel paese.

## Discografia
- 1973 - Las casas de cartón
- 1974 - Es mi viejo
- 1975 - Venezuela Folklore y Esperanza
- 1975 - Pobrecito mi país
- 1975 - Tío Caíman
- 1977 - Llegó el tiempo
- 1978 - Los Guaraguao. Volume 7
- 1980 - Rescate del folklore venezolano
- 1982 - Nuestras manos
- 1983 - Por un nuovo amanecer
- 1984 - Y se due de Carrera
- 1996 - Vamos andando
- 2001 - El sombrero azul
- 2007 - Todo es por amor